# Las Gaviotas
Las Gaviotas är en ort i Chile.   Den ligger i regionen Región de Los Lagos, i den södra delen av landet, 700 km söder om huvudstaden Santiago de Chile. Las Gaviotas ligger 5 meter över havet och antalet invånare är 1 500.
Terrängen runt Las Gaviotas är huvudsakligen kuperad, men åt nordväst är den platt. Runt Las Gaviotas är det ganska tätbefolkat, med 166 invånare per kvadratkilometer.. Närmaste större samhälle är Valdivia, 7,6 km nordväst om Las Gaviotas. 
I omgivningarna runt Las Gaviotas växer i huvudsak blandskog.